# 만하임 천문대
만하임 천문대는 독일 만하임에 1772년에서 1774년 사이에 지어진 탑 천문대로 1880년까지 운영되었다. 천문대는 카를스루에로 이전되었고 마침내 1898년에 하이델베르크 근처의 쾨니히스툴에 설립되었는데 그곳은 독일의 국립 천문대인 하이델베르크 대학교가 위치한 곳이다. 전망대 타워는 현재 독일의 소유이며 1905년에서 1906년 사이에 복원되었고 제2차 세계 대전 이후에 파괴되어 다시 복원되었다. 1958년 이래로 이 타워에는 스튜디오 아파트가 들어서 있다.

## 설명
팔츠 선제후국의 선제후인 칼 테오도르는 계몽시대의 왕자였다. 프랑스의 사상가인 볼테르는 그의 궁전에 자주 드나들었고 선거관은 그의 통치 기간 동안 많은 개혁을 했으며 이를 토대로 과학 기관을 설립했다. 1751년에 하이델베르크에 설립된 물리학 연구소는 실험 물리학과 수학 교수로 예수회 신부 크리스티안 메이어를 두었다. 1756년에 메이어는 지역 상수도를 연구하기 위해 파리로 보내졌고 또한 그는 현대 천문학의 중심지 중 하나에서 공부했다.그는 악기 제작자 캐니벳으로부터 천문 사분면을 받았다. 1759년에 그는 에드먼드 핼리가 예측한 혜성의 귀환을 관측했다. 메이어는 1761년 6월 6일에 카를 테오도르가 슈베칭겐성 공원에 있는 오랑주에 나무로 지은 임시 천문대에서 금성 일면통과를 관측했다. 관측은 빠르면 7월부터 1764년에 개관한 궁전 지붕에 있는 전망대 건물에 대한 작업을 시작하도록 선거인을 설득시켰다. 몇년 후에 메이어는 1년 동안 미국의 세인트루이스로 여행을 갔다. 1769년 6월 3일에 금성 일면통과를 관측한 페테르부르크이다. 그러나 슈웨칭거 천문대는 사용되지 않았다. 칼 테오도르와 방문객인 작센의 프란츠 사비에르 왕자는 이 현상을 관찰하고 싶었지만 악천후 때문에 성공하지 못했다. 메이어는 세인트루이스에서 두 번의 금성 통과 결과를 발표했다. 피터스버그는 두 번의 통과를 관찰한 결과 지구와 태양 사이의 평균 거리가 1억4620만km로 실제의 값보다 300만km 정도가 적은 것으로 계산했지만 이는 측정의 불확실성이 컸다. 1771년의 새해 첫날 메이어는 마침내 만하임 법원에 천문대 건설에 관한 비망록을 제출했다. 1772년에 선거인단은 코트 체임벌린에게 천문대의 건설을 명령했다. 같은 해 예수회 대학 근처에 있는 슐로스 만하임 옆에 탑의 주춧돌이 놓였다. 그 후 몇 년 동안, 메이어는 많은 기구들을 얻었고 선거 도서관으로부터 전달된 책들의 도움으로 만하임 천문대를 국제적으로 유명한 연구 시설로 만들었다. 만하임 천문대의 방문자들의 책에는 많은 유명한 동료들의 출품작들뿐만 아니라 볼프강 아마데우스 모차르트, 벤저민 프랭클린, 젊은 미국의 특사 그리고 심지어 아랍어와 다른 글들과 같은 유명한 손님들도 있다. 메이어의 천문학적 연구는 쌍성의 발견에서 절정을 찾았다. 1782년에 보드의 항성 차트에 발표된 쌍성계의 대부분은 메이어에 의해 관측되었다. 1778년에 카를 테오도르는 바이에른주를 통치하기 위해 팔츠를 떠났다. 1783년에 크리스티안 메이어가 사망한 후 천문대의 역사는 개인적인 후원자가 없었기 때문에 덜 행복했다. 새로운 궁전 천문학자인 예수회 카를 쾨니히는 만하임에 도착한 직후 선거관 카를 테오도르에 의해 뮌헨으로 옮겨졌다. 다음으로 예수회였던 존 피셔는 많은 적들을 만들어 1년 반 만에 1788년에 사임했다. 빈센트 사제 피터 웅게쉬크는 아마도 더 나은 선택이었을 것이다. 그러나 그는 파리에서 공부하고 돌아오는 길에 1790년에 별세했다. 그 뒤를 역시 빈센트 훈장의 일원이었던 로저 배리가 이었다. 배리의 초기 성공은 천문대에 심각한 손상을 입힌 나폴레옹 보나파르트의 나폴레옹 전쟁으로 인해 좌절되었다. 탑은 반복적으로 포격을 당했고 악기들은 파괴되었고 다른 것들은 손상되었다. 몇몇은 설명할 수 없는 방법으로 사라졌다. 배리는 비록 수성 일면통과를 관찰할 기회가 주어졌지만 다른 것은 거의 없었다. 1806년에 바덴 대공국의 팔츠와 천문대에 대한 영유권에 대한 전쟁 이후로 궁전 천문학자 로저 배리는 그의 관측을 다시 권했지만 1810년에 병이 들었고 천문대는 1813년 그가 별세할 때까지 사용되지 않았다. 1800년 이후에 이루어진 벽화 사분면에 대한 그의 수많은 관찰은 그의 후계자들에 의해 출판되지 않은 채 남아 있었는데 그것들은 분류되지 않았기 때문이다. 가톨릭 교단에 의한 만하임 천문대의 운영은 이제 끝이 났다. 1848년에 바덴 혁명까지 몇 년 동안 천문대는 쇠퇴했다. 현존하는 가장 오래된 천문학 저널의 창립자인 하인리히 크리스티안 슈마허 (1813–1815)와 알토나 천문대의 설립자와 같은 유명한 천문학자들은 유지되지 않았다. 프리드리히 빌헬름 스트루베(Friedrich Wilhelm Struve), 세인트루이스 풀코보 천문대 설립자 겸 초대 소장인 페테르부르크는 관심을 가졌음에도 불구하고 서투른 인사 정책으로 단념했다. 1816년부터 1846년 그가 사망할 때까지 베른하르트 니콜라이는 주로 혜성의 궤도에 전념한 궁전 천문학자였다. 그의 시대에 무엇보다도, 3단계 굴절 망원경이 프라운호퍼로부터 구입되었고 이것은 나중에 1874년과 1882년의 독일 탐험대에 의해 금성 일면통과를 관측하기 위하여 사용되었다. 그 기구들과 전망대 타워 자체는 노후화되어 있었다. 혁명기에 작성된 새로운 천문대의 건설에 대한 이미 성숙한 계획은 더 이상 존재하지 않게 되었고 이로 인하여 1850년 6월 10일에 새로운 궁전 천문학자를 임명하지 않음으로써 연구소를 끝내기로 결정했다. 1852년에 하이델베르크 대학교의 교수인 넬은 연구소의 무보수 감독을 받았다. 1859년에 이 소박한 연구소는 6단 망원경을 구입하면서 갱신을 계획했다. 1859년에 에두아르트 쇤펠트는 봉급을 받으며 감독으로 임명되었다. 그가 마음대로 사용할 수 있는 관측 장비는 다소 구식이었고 그의 가장 큰 망원경은 73개의 선 구경의 작은 굴절기였지만 그는 기기에 적합한 작업 라인을 선택하여서 곧 유명해진 성운과 변광성을 관찰하고 혜성과 새로운 행성을 감시했다. 성운에 대한 그의 관측 결과는 에르아르트 쇤필드의 저널 카탈로그, 1부와 2부(1862년과 1875년)에 출판된 두 개의 카탈로그에 포함되어 있으며 그의 변광성 관측 결과는 변광성에 대한 저널리스트, 32호와 39호(1866년과 1875년)에 나와 있다. 그의 연구는 오늘날에도 여전히 사용되고 있는 항성 목록인 "본 서베이(Bonn Survey)"에 상당한 기여를 했다. 게다가 그는 여러 천문학 회의를 조직했다. 1863년 8월 28일에 하이델베르크에서 왕립천문학회 다음으로 두 번째로 오래된 천문학회인 독일 천문학회(Gesellschaft)가 설립되었다. 쇤펠트는 창립 이사회에 속해 있었다. 많은 다른 활동들 중에서도 그는 1874/18282년 금성 일면통과를 준비하는 1871년에 자문위원회의 일원이었다. 쇤펠트는 1875년에 본으로 떠났고 카를 빌헬름 발렌티너는 만하임 감독직을 이어 받았다. 마을 한가운데에 있는 전망대의 위치는 더 이상 적합하지 않았다. 천문대는 1880년 칼스루에에 임시 건물로 옮겨졌지만 중요한 관측은 이루어지지 않았다. 비록 최초의 망원경과 기구들을 구입했지만 발렌타인이 무색하게도 칼스루에에 상설 천문대를 짓는 계획은 실현되지 않았다. 그 기간 동안 하이델베르크 대학교의 천문대에 대한 열망이 생겨났다. 젊은 하이델베르크 천문학자 막스 볼프는 이미 1880년에 그의 부모님 집에 개인 천문대를 지었다. 그는 관찰을 위해 사진을 사용하는 것을 굳게 믿었고 그 결과 천문학에서 빠르게 유명해졌다. 1892년에 막스 불프를 포함한 하이델베르크 교수들의 대표단은 카를스루에 대공에게 대학 연구와 교수 관측소를 요청했다. 이것은 건물을 짓는 것 이상의 일을 할 수 없는 바덴에게 재정적으로 실현 가능하지 않았고 볼프의 천체 사진 전문화를 위한 도구를 살 여유가 없었다. 울프는 새로운 망원경을 구입하기 위한 후원자들을 구했다. 미국의 저명한 자선가이자 과학의 후원자인 캐서린 울프 브루스는 망원경을 위해 만 달러를 기부했고 다른 사람들도 이 기부를 뒤따랐다. 마지막으로, 천문대의 건설에 따라 칼스루에 악기들이 하이델베르크로 옮겨져야 한다는 것이 허락되었다. 1898년 6월 20일에 쾨니히스툴(현재의 하이델베르크 천문대)에서 바덴 대공 프리드리히 1세에 의해 기념식이 거행되었다. 천문학 연구소는 두 개의 경쟁 부서로 구성되어 있었는데 막스 울프가 이끄는 천체물리학부와 칼 빌헬름 발렌티너가 이끄는 천체측정부가 그의 개인 천문대와 새로운 재단의 기구들을 포함하고 있었고 그리고 칼스루에 기구를 포함하는 천체측정부가 있었다. 발렌티너는 만하임 천문대의 책임자였고 칼스루에로 이사를 시작했다. 1909년 발렌티너가 은퇴한 후에 두 부서는 막스 울프(Max Wolf)의 관리 하에 합병되었다. 울프는 천체물리학의 여러 분야를 연구했고 은하수의 구조, 별 분광학, 가스 성운 등을 조사했으며 소행성을 집중적으로 찾았는데 이 중 800개 이상을 발견했다. 하이델베르크의 명예시민이었던 그는 1932년 산 위의 묘지에 묻혔다. 제2차 세계 대전 이후에 현재의 쾨니히스툴 국립 천문대(LSW)라는 이름의 연구소에 새로운 시작이 있었다. 1983년에 만하임 악기들은 만하임에 있는 만하임 천문대 박물관에 기증되었고 그곳에서 그것들 중 일부는 현재 영구적인 전시회의 일부를 형성한다. 1859년에 6단 망원경은 1957년 카를스루에 공공천문대 설립을 위해 카를스루에 시에 제공되었고 또 다른 기구는 국립천문대 헤펜하임에 제공되었다. 가장 오래된 것은 1476년으로 거슬러 올라가는 오래된 도서관의 귀중한 도서 소장품은 대학 도서관의 원고부로 옮겨졌다.

## 같이 보기
- 천문대
- 천문학